# Elemér Szatmári
Elemér Szatmári (ur. 16 lutego 1926 w Budapeszcie, zm. 17 grudnia 1971 w Sydney) – węgierski pływak, specjalizujący się w stylu dowolnym, wicemistrz olimpijski z Londynu na dystansie 200 m stylem dowolnym w sztafecie.
Zdobył także dwa brązowe medale Mistrzostw Europy w 1947 r. w Monte Carlo na 100 metrów i 4 × 200 m stylem dowolnym.